# Kentucky Rain
Kentucky Rain è un brano musicale scritto da Eddie Rabbitt e Dick Heard, interpretato da Elvis Presley. La canzone venne pubblicata come singolo il 29 gennaio 1970 e raggiunse la posizione numero 16 in classifica negli Stati Uniti.

## Il brano

### Registrazione
Sottoposta all'attenzione di Elvis dall'amico e membro della "Memphis Mafia" Lamar Fike, la canzone fu registrata nel 1969 a Memphis in Tennessee assieme ad altri celebri brani quali Suspicious Minds, In the Ghetto e Don't Cry Daddy durante le celebri "Memphis sessions" del febbraio 1969 all'American Sound Studio curate dal produttore Chips Moman e fortemente volute da Elvis.

### Pubblicazione
Kentucky Rain non venne inclusa in nessun album fino all'uscita della raccolta Worldwide 50 Gold Award Hits Vol. 1 (n° catalogo LPM-6401); infatti, sebbene sia stata inclusa come bonus track nella riedizione deluxe di From Elvis in Memphis del 2000, all'epoca non fu inserita nell'album originale del 1969. Durante i concerti di inizio 1970 a Las Vegas, Presley eseguiva spesso la canzone. Versioni dal vivo del brano sono disponibili nei box set Elvis Aaron Presley e Live in Las Vegas.

## Tracce singolo
1. Kentucky Rain (Eddie Rabbitt, Dick Heard) - 3:14
2. My Little Friend